# Belém (Alagoas)
Pour les articles homonymes, voir Belém (homonymie).
 (janvier 2022).
Si vous disposez d'ouvrages ou d'articles de référence ou si vous connaissez des sites web de qualité traitant du thème abordé ici, merci de compléter l'article en donnant les références utiles à sa vérifiabilité et en les liant à la section « Notes et références ».
Belém est une municipalité brésilienne dans l'État de l'Alagoas.

## Histoire
Parmi plusieurs peuples indigènes de l'intérieur du Brésil, il y avait les « Xucurús », qui, selon le Père José de Maia Melo, vicaire de Palmeira dos Índios, dans son œuvre « História da Palmeira », vivaient dans le village de Cimbres, où la municipalité est maintenant située.de Pesqueira à Pernambuco. Vers 1740, une tribu indigène Xucurús, fuyant la sécheresse, quitta le village de Cimbres et vint s'installer à Alagoas, dans la région « entre la Serra da Palmeira (où se situe aujourd'hui la commune de Palmeira dos Índios) et le Olho d'Água do Acioly (où se trouve maintenant la municipalité d'Igaci)", où les Xucurús ont construit plusieurs villages. Dans cette région, parmi plusieurs villages et quilombos, il y avait un petit village du peuple indigène Xucurús sur les rives du ruisseau Lunga, où se trouve aujourd'hui le site de Quilombo Serra dos Bangas, où vivaient des indigènes paisibles qui ont récolté dans la région une plante utilisée dans la fabrication de pipes, appelées "canudo", c'est le premier nom donné à la région, "Canudos". Les premiers colons de la région après les Indiens furent les familles Tenório et Barbosa da Paixão, attirées par la fertilité de la terre, qui y établirent de grandes cultures.Quelque temps plus tard, l'endroit comptait de nombreuses maisons et sites, et un commerce croissant, donc à tel point que la carte « Carta Corographica de 1893 de l'État d'Alagoas » montre l'existence dans la région d'un village nommé Canudos sur le territoire de la municipalité d'Anadia, sur la route de Palmeira dos Índios.
Le 6 août 1953, par la loi d'État numéro 1712, Canudos a été élevé au statut de district de la municipalité d'Anadia, dont il faisait partie et où se trouvait le centre administratif et commercial de la région, et les gens doivent se rendre à Anadia ou Palmeira dos Índios pour acheter et vendre des produits et également pour obtenir des documents, et le 24 août 1962, par la loi d'État numéro 2466, Canudos a finalement été élevée au statut de municipalité, son nom a été changé en Belém, à la suggestion du Vénérable Frei Damiano, qui s'est rendu à plusieurs reprises à Bethléem lors de ses saintes missions, a déclaré que Canudos avait un climat similaire à celui de Bethléem, où est né Jésus-Christ, sauveur et messie du christianisme.

## Géographie
Selon l'IBGE, la municipalité de Belém est située dans la région du plateau de Borborema, à l'intérieur de l'État d'Alagoas, dans la zone d'Agreste, dans la micro-région de Palmeira dos Índios. Belém est situé à 106 kilomètres de Maceió, et a une superficie de 66 kilomètres et 655 mètres carrés, avec les municipalités voisines Taquarana, Tanque d'Arca, Palmeira dos Índios et Igaci, et a une population de 4551 habitants, dont 1872 sont Urbain et 2679 en zone rurale (recensement IBGE de 2010), les principales festivités de la ville sont la fête du saint patron Saint Sébastien (martyr), la fête des Juninas, et Noël, son climat est tropical chaud et sec, surtout en été (pendant les mois de septembre à avril), devenant plus doux en hiver (pendant les mois de mai à août), avec des températures maximales de 34° degrés et minimales de 21° degrés, son altitude maximale est de 374 mètres. Belém est coupée par l'autoroute Capitão Pedro Teixeira Br-316, baignée au nord par le ruisseau Lunga, un affluent de la rivière Coruripe, au sud-ouest par le ruisseau Canudos, qui se jette dans le ruisseau Lunga, et au sud par le ruisseau Jequiázinho, un affluent de la rivière Jequiá, ses coordonnées géographiques sont 9° 33' 42" de latitude sud (S) et 36° 28' 54" de latitude ouest (W).

## Économie
L'économie de la commune de Belém repose essentiellement et principalement sur l'agriculture, les principaux produits agricoles étant le maïs (120 hectares cultivés), les haricots (92 hectares cultivés) et le manioc (35 hectares cultivés), suivis de la banane (15 hectares cultivés) et la patate douce (7 hectares cultivés), en plus d'autres produits moins cultivés.